# 妖怪

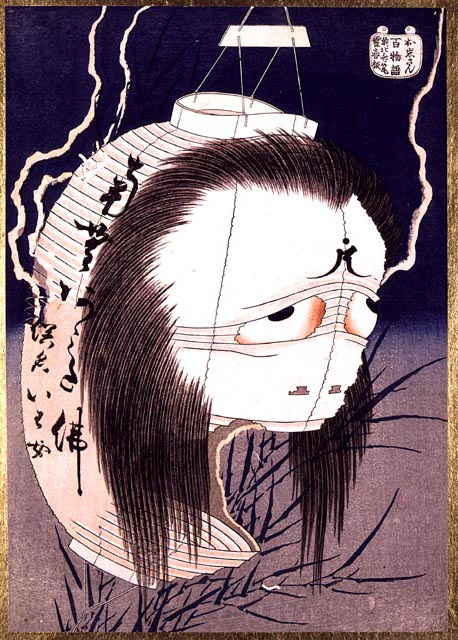
提灯笼的阿岩葛飾北齋

妖怪， 也称为鬼怪，神魔或簡單地稱為妖，指植物、动物和非生物变而成的精怪，也指怪异、反常的事物与现象算种集合名詞。是汉字词语妖和怪两个字的总和统称，且妖怪词义字义本身带有贬义。其本身也是灾祸代名词，有幸灾作孽特点。

## 历史
最早在《汉书》里出现“妖怪”一词，里面用妖怪词语称呼诡异和难以理解的事物。在日本大概明治时代至昭和初期左右，妖怪词语在日本开始被广泛应用。之前於日本更常用“物怪”、“妖异”之类的词语指类似的事物。並且通常把除了神和一般灵魂的奇怪超自然事物称呼妖怪。在日本，则是在8世纪左右，《日本书纪》里出现妖怪一词，妖怪词语本身有指引发怪异现象以及神秘事物的含义。因为妖和妖怪字词本身带贬义，（如“妖女”“妖里妖气”）包括孔子的時代，用「妖怪」形容事物也帶有貶義。「子不語怪力亂神」本身即反对妖怪。通常把作恶、害人和不好的讲妖怪，所以大致上说起来，到了明代左右关于妖怪的作品包括小说。大多数皆把妖怪写得很坏，但到明代后期，逐渐有一些人性比较好的妖怪出现，到了清初左右妖开始善恶分明。一方面因为当时不能直接諷刺時弊，就假借它種形象，来借妖借鬼喻人。
不少妖怪会怨恨或嫉妒人类，也有部分会帮助人类。
古人害怕夜晚，也怕棲息於黑暗中的妖怪。但隨著時代的變遷，社會環境也跟著改變。在江戶時代（1603–1867年）人們對鬼怪的心態與平安時代相比，已然大不相同。雖然鬼怪仍令人恐懼，但人們逐漸將恐怖當成一種娛樂，開始享受關於鬼怪的小說、繪畫等作品。

## 概要
东方文化妖怪有时也叫妖精，有些顯得面目狰狞和举止怪异。有些甚至会伤害人类或带来灾祸。在口語中，「妖」、「精」、「怪」幾個字經常連用，有時候還能相互替換。在古代科学不发达的时代，把不可思议的事情和特殊自然现象认为是妖怪作祟。通常把不属于神和一般鬼魂的超自然存在称作妖怪，在历史编撰的故事里通常扮演反派角色。妖怪通常有奇怪的外形和习性，有些还会有包括控制天气和天灾，变成人形或其他生物外形，还是改变大小和控制毒等不同特殊能力。部分妖怪会有些超越常人的能力，包括用比人类快的速度跑，和会用诅咒或精通专门武器，以及还有可以给人幸福等各样的能力。关于鬼怪的传说，有民间传说也有古籍记载，本身成为一种文化流传。
一些地区如歐洲語言中没有完全對應於妖怪的词汇，僅有意義相近的詞彙，例如英語的monster（怪物）、ghost、spook（鬼）、undead（不死生物）、devil、evil spirit（恶魔）、妖精“elf（精灵）、goblin（哥布林）、fairy（小仙子）”、demon、fiend、evil ghost（邪靈）。类似于东方龙和西方龙的差异。
不过二创属自由发挥，所以一些作品包括电子游戏、动漫、特摄有时会有“西方妖怪”或“西洋妖怪”一类原创词语代指西方的传说怪物和超自然怪物，虽然原本妖怪主要指东方文化的传说怪物和超自然怪物。
以及一些其他地方的传说怪物中文译名有些也会带“妖”字。

## 妖怪的學術研究
一部分妖怪来自人们的恐惧，并靠书籍、电视和网络等媒体流传。妖怪通常存在於人類想像與傳說之中，難以運用科學方法證明其真偽。研究這方面的學問，稱之為妖怪學（类似于恶魔学），包含在民俗學、民族學、文化人類學、語言社會學等學科研究裡，雖不屬於獨自發展的學問，亦是一門有系統的學說。
而妖怪传说的记载有志怪小說（列於四庫全書子部、或因政治原因沒有列於四庫全書子部，譬如聊齋志異⋯⋯等。）和口傳文學

然后「妖怪學」是日本佛教哲學家井上圓了于19世紀末開創的一門學問。且井上圓了在1891年成立“妖怪研究会”，日本因此成为第一个把妖怪当学问研究的国家。并包括井上圓了，还有江马务、柳田国男等人推动，日本从民俗学对妖怪做系统研究整理，其中有包括民族的心理、文化和历史角度。
妖怪的传说记载本身有歷史文獻的價值，在於了解記載古人的心靈，或作為奇幻文學題材，通常是由民俗學者、妖怪學者、人類學者、歷史學者、中文系學者、宗教學者和業餘愛好者所研究。譬如中研院民族學研究所研究員林美容與李家愷在2014年共同著作的科普《魔神仔的人類學想像》，和在2017年出版的人類學的著作《臺灣鬼仔古：從民俗看見臺灣人的冥界想像》。
從古至今，隨著時代的不同，有形形色色的妖怪從人類的生活之中誕生。我們人类所使用的「妖怪」這個名詞，大致上包含了兩種涵義，一種是屬於文化社會學的範疇，妖怪被認為是一種尚未開化的文化現象，因此妖怪是不存在的，它代表著一切非理性力量的總合。另一種是從文化人類學、民俗學的角度來看待妖怪，從聚落共同體的農業時代開始，妖怪就已經存在先民們的意識裡，作為天候變異、災禍預知、社會秩序以及超自然現象的合理化解釋。有些人認為妖怪是實存的，也有人認為是人們的錯覺或者是幻覺所導致的誤判，許多考古研究和生物研究的成果，證明了某些妖怪，其實是古代的罕見生物或科学的现象，例如鬼火被認為是不祥之兆，是鬼魂作祟的現象，但后来被证明是由於人體與動物身體含有磷，屍體腐化時產生磷化氫，當周邊氣溫較高，磷化氫就會於空氣中自燃，產生鬼火現象。但仍有許多未知的妖怪，在科學上以及歷史文獻上仍無法確切地判定其真偽，妖怪可說是致力於民俗學研究的學者們今後努力的方向。
日本受到中國的古代典籍《山海經》、《封神演义》、《西遊記》、《聊齋誌異》的深刻影响，在江戶時代出版盛行的時期，陸續編撰記載著奇聞異事的圖文事典，例如《和漢三才圖繪》等，加上浮世繪的流行，許多知名畫家紛紛投入妖怪繪卷的製作，如鳥山石燕、歌川國芳、月岡芳年、河鍋曉齋、葛飾北齋等人，奠定了日本傳統妖怪的造型基礎。而中國礙於儒家思想的箝制，對於怪力亂神之事敬而遠之，除了上述經典作品的插圖本之外，對於妖怪故事的傳承，大多僅以筆記小說的形式留存，除了文學上的研究之外，並未獨立出來成為單一的民俗研究系統，殊為可惜，近來因奇幻小說逐漸躍升為大眾文學的主流，因而中國的妖怪、鬼狐、民間傳說的研究，必然也會跟著受到重視，其結果指日可待。
在日本，妖怪文化本身影响许多人，大部分怪谈传闻，常牵扯到些日本文化。以及和日常生活有很多关系，也因此有不少领域包括动漫、电影、游戏以妖怪为题材而创作。通常人对未知事物会包邮一定的恐惧感。
台湾何敬尧亦受到日本妖怪學者柳田國男的民俗學觀念影響，致力於整理歷史文獻，並且學習柳田國男田野調查的傳統學術方法訪查台灣各地。其研究初步將「妖怪」一詞分為「妖、鬼、神、怪」四種類型
隨著現代都市文明的發展，妖怪以都市傳說的形態延續其生命力，例如廁所裡的花子、裂口女、人面犬等許多新的妖怪應運而生。
而都市传说方面，比如中国都市传说，因为其研究基本资料的匮乏使这一工作更难进行。原因包括人口众多、区域差异巨大、人口流动频繁等复杂因素。不过，仔细比较一些故事要素的变化与保留，还是能够推断其中演变的过程，对于判断传说的源头提供有说服力的说法。 

## 大眾文化中的妖怪
在作品创作中，鬼怪的行为方式并非随意安排，而是有完整的系统。创作者会套用一些模式,并且创作者会寻找设计这些模式的用意。在设计鬼怪肆虐剧情的同时，也会相应设计些制服鬼怪的一些常规办法，如让鬼怪有一些弱点 ，还是有相应的应对手段战胜鬼怪 。人战胜妖怪的方式，通常是人经过修行学会咒语和仪式，或借助神佛之力对抗妖怪；或是了解妖怪的弱点，来找到方法对抗妖怪。鬼怪形象在出现在文学作品、戏剧戏曲舞台和电影等作品上，让鬼怪形象为观众或读者熟知，包括改编如《西游记》、《白蛇传》这类作品中的形象。 
如日本的妖怪文化，早期受中国影响较大。后来透过众学者、文学家、艺术家努力，由此影响产生不少文学、绘画、漫画、影视等作品。如在1960年代左右，日本就制作过不少妖怪的特摄电影，其中包括大映制作过《妖怪百物语》、《妖怪大战争》、《东海道妖怪之路》。
在舊有的作品裡，妖怪往往是不被人類或神仙所容的存在，不論好壞一律視為仇人趕盡殺絕（像是「照妖鏡」、「斬妖除魔」等等）。因此，妖怪和人或神仙之間常有暴力衝突，不過也有表現出包容心的（例如《倩女幽魂》就是以愛情來解除恩怨的）。
在現代的作品，尤其於漫畫和電玩，妖怪的致命、恐怖形象有所改變甚至一掃而空，雖仍有部分作品描寫兇殘妖怪和人妖敵對的情節，但有一定數量的作品以人情、奇幻的風格描寫妖怪，甚至是喜劇、熱血、偶像等的手法。
后來台灣妖怪文化亦興盛，拍了許多電影，諸如：《紅衣小女孩》、《人面魚：紅衣小女孩外傳》（人面魚）、《 粽邪 》（送肉粽）⋯⋯等，台灣外交部新南向運動也在2018年介紹台灣妖怪文化時介紹了臺北地方異聞工作室（北地異）《唯妖論》和《妖怪台灣》兩本台灣妖怪專著。

## 延伸阅读
[在维基数据编辑]
 《欽定古今圖書集成·博物彙編·神異典·妖怪部》，出自陈梦雷《古今圖書集成》

## 參看
- 民俗學、鬼屋 (游乐设施)（日语：お化け屋敷）
- 神秘動物學、神秘植物學、神秘生物列表
- 史诗、博物志 (張華)、笔记小说、民俗、都市傳說
- 神话、宗教
- 科幻、奇幻
- 童话、民间故事
- 世界妖怪协会（日语：世界妖怪協会）
- 超常现象
- 日本妖怪列表
- 中國妖怪列表
- 世界妖怪列表
- 台湾妖怪列表
- 妖怪著作列表
- 傳說生物、宇宙人、宇宙生物、神

## 外部連結
- 扶桑的妖怪传说
- 幻想動物の事典（页面存档备份，存于）
- 幻想学事典
- 幻想世界神話辞典（页面存档备份，存于）
- 神魔精妖名辞典
- 世界神話事典（页面存档备份，存于）
- 日本物怪観光 - 妖怪学面白講話
- 宗優子 妖怪キッズ
- 和漢百魅缶（页面存档备份，存于）（クロヌシカガミ（页面存档备份，存于）内）
- （日語）ゲゲゲの鬼太郎　妖怪大事典
- The Obakemono Project: Eine Datenbank über Obake und Yōkai（页面存档备份，存于）（德文）
- Youkai and Kaidan (PDF file)
- Tales of Ghostly Japan（页面存档备份，存于）
- Hyakumonogatari.com[永久] Translated yokai stories from Hyakumonogatari.com
- The Ooishi Hyoroku Monogatari Picture Scroll